# Aventolampi
Aventolampi är en sjö i Finland. Den ligger i kommunen Kuusamo i landskapet Norra Österbotten, i den nordöstra delen av landet, 700 km norr om huvudstaden Helsingfors. Aventolampi ligger 162,6 meter över havet. Arean är 46,5 hektar och strandlinjen är 5,56 kilometer lång. Sjön  ingår i Koundaälvens huvudavrinningsområde. 